# Pseuderythrolophus idmon
Pseuderythrolophus idmon är en fjärilsart som beskrevs av Louis Beethoven Prout 1930. Pseuderythrolophus idmon ingår i släktet Pseuderythrolophus och familjen mätare. Inga underarter finns listade i Catalogue of Life.